# Supercoppa spagnola (pallavolo femminile)
La Supercoppa spagnola è una competizione pallavolistica per squadre di club spagnole femminili, organizzata con cadenza annuale dalla RFEVB.

## Edizioni
| Edizione      | Edizione                           | Podio         | Podio         | Podio          |               |
| Anno          | Sede della finale                  | Campione      | Risultato     | Finalista      |               |
| ------------- | ---------------------------------- | ------------- | ------------- | -------------- | ------------- |
| 1990 Dettagli | Guadalajara                        | Espanyol      | 3 - 1         | Tormo Barberá  |               |
| 1991-2001     | -                                  | Non disputata | Non disputata | Non disputata  | Non disputata |
| 2002 Dettagli | Miranda de Ebro                    | Tenerife      | 3 - 0         | Diego Porcelos |               |
| 2003 Dettagli | Las Palmas de Gran Canaria         | Tenerife      | 3 - 1         | Las Palmas     |               |
| 2004 Dettagli | Soria                              | Tenerife      | 3 - 1         | Ávila          |               |
| 2005 Dettagli | San Cristóbal de La Laguna         | Tenerife      | 3 - 0         | Las Palmas     |               |
| 2006 Dettagli | Miranda de Ebro                    | CAV Murcia    | 3 - 0         | Diego Porcelos |               |
| 2007 Dettagli | Benidorm                           | CAV Murcia    | 3 - 1         | Tenerife       |               |
| 2008 Dettagli | San Cristóbal de La Laguna         | Tenerife      | 3 - 1         | Palma Volley   |               |
| 2009 Dettagli | Murcia                             | CAV Murcia    | 3 - 2         | Ciutadella     |               |
| 2010 Dettagli | Murcia                             | CAV Murcia    | 3 - 0         | Aguere         |               |
| 2011          | -                                  | Non disputata | Non disputata | Non disputata  | Non disputata |
| 2012 Dettagli | Haro                               | Haro          | 3 - 0         | Ciutadella     |               |
| 2013 Dettagli | Murillo de Río Leza                | Murillo       | 3 - 0         | Haro           |               |
| 2014 Dettagli | Logroño                            | Logroño       | 3 - 0         | Ciutadella     |               |
| 2015 Dettagli | Logroño                            | Logroño       | 3 - 0         | Iruña          |               |
| 2016 Dettagli | San Cristóbal de La Laguna         | Haris         | 3 - 1         | Logroño        |               |
| 2017 Dettagli | San Cristóbal de La Laguna Logroño | Logroño       | 3 - 0 3 - 2   | Haris          |               |
| 2018 Dettagli | Logroño                            | Logroño       | 3 - 1         | Haris          |               |
| 2019 Dettagli | La Laguna                          | Logroño       | 3 - 0         | Haris          |               |
| 2020 Dettagli | Ciutadella de Menorca              | Ciutadella    | 3 - 0         | Sayre Mayser   |               |
| 2021 Dettagli | Las Palmas                         | JAV Olímpico  | 3 - 2         | Alcobendas     |               |
| 2022 Dettagli | San Cristóbal de La Laguna         | Haris         | 3 - 1         | Emevé          |               |
| 2023 Dettagli | San Cristóbal de La Laguna         | JAV Olímpico  | 3 - 1         | Haris          |               |
| 2024 Dettagli | Las Palmas                         | Ciutadella    | 3 - 1         | JAV Olímpico   |               |

## Palmarès
| Squadra      | Titolo | Edizione                           |
| ------------ | ------ | ---------------------------------- |
| Logroño      | 6      | 2013, 2014, 2015, 2017, 2018, 2019 |
| Tenerife     | 5      | 2002, 2003, 2004, 2005, 2008       |
| CAV Murcia   | 4      | 2006, 2007, 2009, 2010             |
| Haris        | 2      | 2016, 2022                         |
| Ciutadella   | 2      | 2020, 2024                         |
| JAV Olímpico | 2      | 2021, 2023                         |
| Espanyol     | 1      | 1990                               |
| Haro         | 1      | 2012                               |